# Ježek bělokrký
Ježek bělokrký (Hemiechinus collaris) je malý druh ježkovitého hmyzožravce, který žije v severní Indii a Pákistánu.

## Popis
Ježek bělokrký patří mezi poměrně malé zástupce čeledi, na délku měří 14 až 17 cm. Ocas dosahuje délky asi 2,3 cm. Uši měří 3 až 4 cm, jsou velmi pohyblivé. Bodliny, které jsou zasazeny do vrstvy svaloviny, mají obvykle tmavohnědé zbarvení, s bílým kroužkováním. Spodní partie těla jsou bělavé.

## Výskyt
Ježek bělokrký je endemitem Indie a Pákistánu. Žije v pákistánských provinciích Paňdžáb a Sindh, jakož i v severozápadních Federálně spravovaných kmenových územích. V Indii se vyskytuje ve státech Gudžarát, Rádžasthán a Uttarpradéš. Tento široce rozšířený druh žije až do nadmořské výšky 2000 metrů. Jeho biotopem jsou pouště a polopouště v blízkosti vodních ploch, jakož i obdělávané oblasti.

## Biologie
Ježek bělokrký je noční samotářské zvíře, které obývá nory. Při hledání potravy dokáže urazit vzdálenost až 5 km, ale je-li jídla a vody nedostatek, vydrží i delší období hladovění. V některých regionech – s výjimkou příliš horkých oblastí – mohou zvířata hibernovat, a to až po dobu tří měsíců.
Rozmnožování probíhá jednou ročně, samice rodí 1 až 4 mláďata, přičemž období březosti trvá 5 až 6 týdnů. Mláďata jsou zpočátku slepá a po narození mají měkké bodliny, které plně ztvrdnou asi po 2 týdnech. Matka mláďata odstavuje asi po jednom měsíci, pohlavní dospělosti je dosaženo asi v 6 týdnech.